# Christoph Rüchardt
Christoph J. Rüchardt (Munique, 10 de agosto de 1929) é um químico alemão.

## Condecorações
- 1983: Medalha Adolf von Baeyer
- 1996: Bundesverdienstkreuz